# Rhinoclemmys diademata
Rhinoclemmys diademata är en sköldpaddsart som beskrevs av den tyske zoologen Robert Friedrich Wilhelm Mertens 1954. Rhinoclemmys diademata ingår i släktet Rhinoclemmys och familjen Geoemydidae. Inga underarter finns listade i Catalogue of Life.
Arten förekommer i låglandet kring Maracaibosjön i Venezuela och Colombia.